# Spedizione alpinistica tedesca al Nanga Parbat del 1937
La Spedizione alpinistica tedesca al Nanga Parbat del 1937 fu la terza spedizione di una squadra del Reich tedesco alla “montagna del destino dei tedeschi”, il Nanga Parbat (8.125 m). L'obiettivo era quello di scalare la montagna dopo il fallimento della Spedizione alpinistica tedesco-americana al Nanga Parbat del 1932 e della Spedizione tedesca al Nanga Parbat del 1934 .

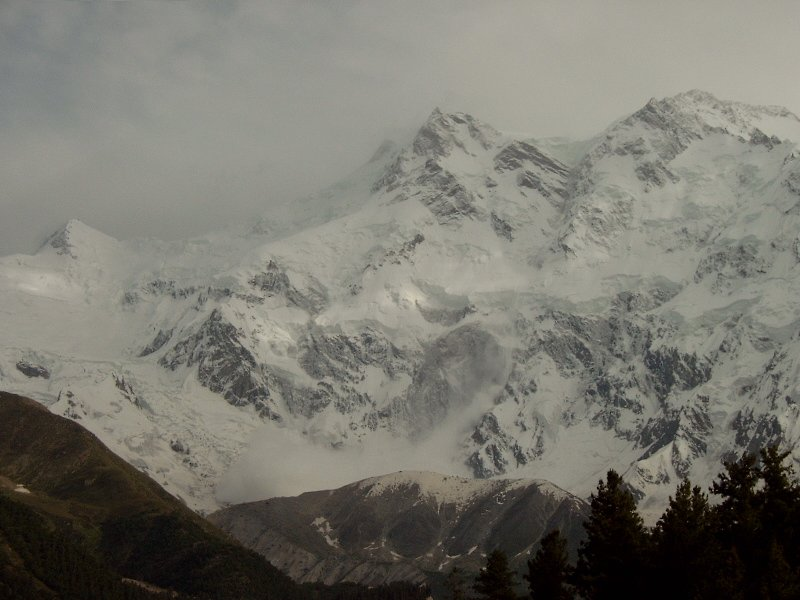
Una valanga sul Nanga Parbat

## Presupposti
Il primo tentativo di scalata del Nanga Parbat da parte di una squadra tedesca ebbe luogo nel 1932 nell'ambito della spedizione himalayana tedesco-americana. Tuttavia, a causa delle cattive condizioni meteorologiche, la salita non fu possibile e la spedizione fu interrotta a circa 7.400 m. Due anni dopo, nel 1934, la spedizione tedesca sul Nanga Parbat fece un altro tentativo, che si concluse tragicamente. Durante la spedizione persero la vita i quattro alpinisti Alfred Drexel, Willy Merkl, Uli Wieland e il pioniere dell'alpinismo Willo Welzenbach, nonché sei sherpa. Il Nanga Parbat divenne quindi la “montagna del destino dei tedeschi” che doveva essere conquistata.

## La squadra di spedizione
La spedizione era guidata da Karl Wien, che aveva già effettuato la prima scalata del Picco Lenin nel 1928. Fu assistito da Günther Hepp, Adolf Göttner, Martin Pfeffer, Hans Hartmann, Rupert Fankhauser e Peter Müllritter, uno dei sopravvissuti della spedizione tedesca al Nanga Parbat del 1934. Gli scalatori erano accompagnati da due dottori e scienziati, Ulrich Cameron Luft e Carl Troll, dall'ufficiale di collegamento britannico DBM Smart e da nove sherpa. Hartmann, Hepp, Pfeffer e Wien erano membri dell'Akademikälski Club München,  che aveva già svolto un ruolo chiave nelle due precedenti spedizioni al Nanga Parbat nel 1932 e nel 1934.

## L'impresa
La via di salita seguiva nell'organizzazione lo stesso percorso attraverso il versante del Rakhiot Peak che era stato scalato nel 1932 e nel 1934. Il 7 giugno 1937 fu costruito il Campo IV. A causa delle forti nevicate e delle continue valanghe, l'11 giugno fu spostato a una posizione più elevata. Uno sherpa che era sceso prima del tramonto a causa di un mal di gola riferì che gli sherpa si erano opposti al luogo dell'attendamento proposto poiché ne avevano riconosciuto la pericolosità. Tuttavia, i Sāhib, che non avevano familiarità con il rischio di valanghe notturne, insistettero per accamparsi in questo luogo.  Nella notte tra il 14 e il 15 giugno, una gigantesca valanga di ghiaccio e neve si staccò dai seracchi del ghiacciaio Rakhiot, sorprendendo gli scalatori nel sonno. Tutti e sette i membri della spedizione e nove sherpa morirono all'istante. I medici sopravvissuti Luft e Troll, che stavano conducendo ricerche nella valle vicina, scoprirono il disastro il 18 giugno mentre erano intenti nella salita al Campo IV.

## Spedizione di salvataggio
Quando la notizia devastante giunse nel Reich tedesco, Paul Bauer, Karl von Kraus e Fritz Bechtold organizzarono immediatamente una spedizione di ricerca e soccorso. Volevano scoprire la sorte dei loro compagni, recuperare i loro corpi e indagare sulle circostanze dell'incidente. La spedizione giunse sul luogo dell'incidente solo poche settimane dopo. Un mese dopo la tragedia, tra il 18 e il 21 luglio, riuscirono a recuperare tutti i corpi tranne due. Gli orologi da polso di alcuni scalatori erano fermi alle 00:30. Gli annunci funebri degli alpinisti morti nell'incidente vennero pubblicati sul "Völkischer Beobachter".